# ديفيد ألان (صحفي)
ديفيد ألان (بالإنجليزية: David Allan)‏ هو صحفي بريطاني، ولد في 7 أغسطس 1940.